# Endotrichella secunda
Endotrichella secunda är en bladmossart som beskrevs av Theodor Carl Karl Julius Herzog 1916. Endotrichella secunda ingår i släktet Endotrichella, klassen egentliga bladmossor, divisionen bladmossor och riket växter. Inga underarter finns listade i Catalogue of Life.